# Калаундра

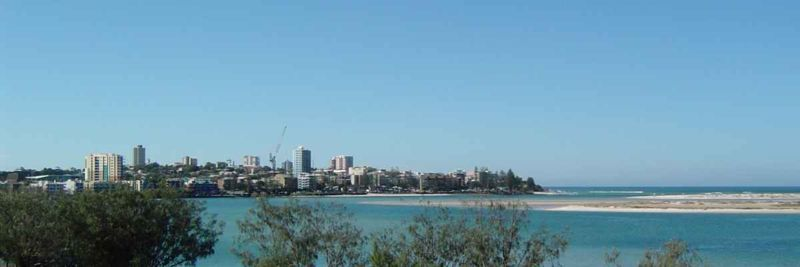
Вид на місто Калаундра з острова Брайбайє

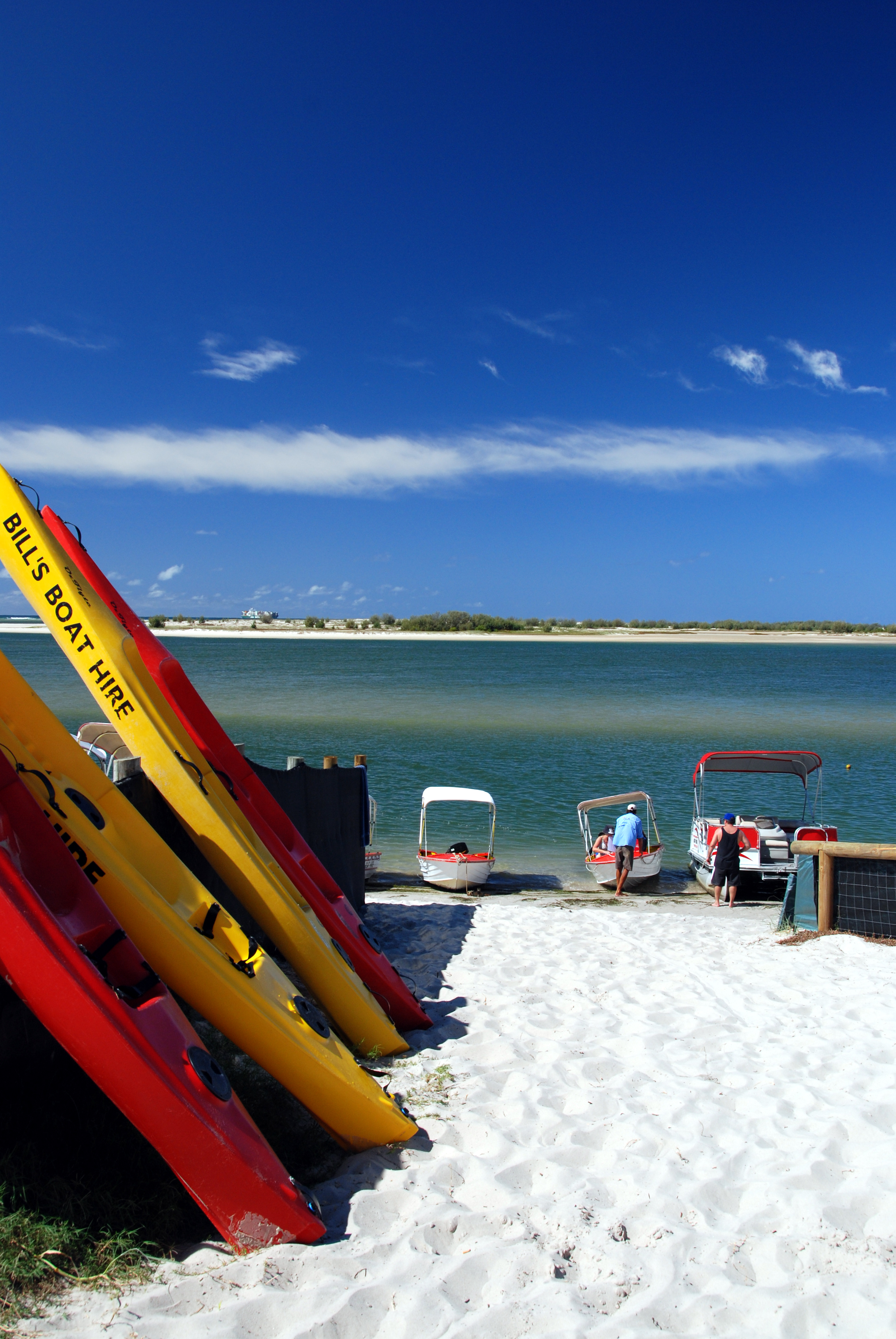
Голден-Біч, Калаундра

Калаундра (англ. Caloundra) — місто в східній частині австралійського штату Квінсленд, входить до складу району Саншайн-Кост. Населення міста за оцінками на 2006 рік становило приблизно 87 600 чоловік, а населення всього району — 313 тисяч чоловік (2008 рік). Найближче велике місто — Брисбен (розташоване за 70 кілометрів на півдні).

## Географія
Калаундра розташована на березі Коралового моря. Більша частина району — рівнина, на якій зустрічаються окремі гори, висотою від 200 до 550 метрів. Із західного боку район обмежує гірський хребет Блекалл-Рейндж (англ. Blackall Range), висота окремих піків якого досягає 800 метрів. Цей хребет є частиною Великого Вододільного хребта.

### Клімат
Місто знаходиться у зоні, котра характеризується вологим субтропічним кліматом. Найтепліший місяць — січень із середньою температурою 23.9 °C (75 °F). Найхолодніший місяць — липень, із середньою температурою 14.4 °С (58 °F).
| Клімат Калаундри        | Клімат Калаундри | Клімат Калаундри | Клімат Калаундри | Клімат Калаундри | Клімат Калаундри | Клімат Калаундри | Клімат Калаундри | Клімат Калаундри | Клімат Калаундри | Клімат Калаундри | Клімат Калаундри | Клімат Калаундри | Клімат Калаундри |
| Показник                | Січ.             | Лют.             | Бер.             | Квіт.            | Трав.            | Черв.            | Лип.             | Серп.            | Вер.             | Жовт.            | Лист.            | Груд.            | Рік              |
| Абсолютний максимум, °C | 37,6             | 35,2             | 33,8             | 32,5             | 29,6             | 26,5             | 27               | 28,4             | 33,3             | 32,2             | 34,6             | 35,5             | 37,6             |
| Середній максимум, °C   | 27,6             | 27,2             | 26,4             | 24,6             | 22,2             | 19,8             | 19,3             | 20,3             | 22,3             | 24,1             | 25,4             | 27               | 23,8             |
| Середня температура, °C | 24               | 24               | 23               | 21               | 18               | 15               | 15               | 15               | 18               | 20               | 21               | 23               | 20               |
| Середній мінімум, °C    | 21,5             | 21,2             | 19,9             | 17,4             | 14,9             | 11,7             | 10,8             | 11,6             | 14               | 16,5             | 18,5             | 20,5             | 16,4             |
| Абсолютний мінімум, °C  | 15               | 11,6             | 13,4             | 9,3              | 6,4              | 4,3              | 3,3              | 5                | 6,8              | 9,2              | 11,7             | 9                | 3,3              |
| Норма опадів, мм        | 170              | 200              | 200              | 170              | 170              | 100              | 80               | 60               | 50               | 80               | 110              | 140              | 1570             |
| Днів з дощем            | 11,6             | 13,4             | 14,5             | 12,5             | 12               | 8,7              | 7,3              | 7                | 6,4              | 7,7              | 9,6              | 9,7              | 120,3            |
| ----------------------- | ---------------- | ---------------- | ---------------- | ---------------- | ---------------- | ---------------- | ---------------- | ---------------- | ---------------- | ---------------- | ---------------- | ---------------- | ---------------- |
| Джерело: Weatherbase    |                  |                  |                  |                  |                  |                  |                  |                  |                  |                  |                  |                  |                  |